# Завриев, Сергей Кириакович
Сергей Кириакович Завриев (род. 8 ноября 1949, Тбилиси) — советский и российский учёный в области молекулярной биологии и вирусологии, член-корреспондент РАСХН (2005), член-корреспондент РАН (2014).

## Биография
Родился 08.11.1949 в Тбилиси, сын академика АН Грузинской ССР Кириака Самсоновича Завриева. Окончил Тбилисский государственный университет (1971).
- 1975—1980 младший научный сотрудник Института физиологии им. И. С. Бериташвили АН Груз. ССР,
- 1980—1982 младший научный сотрудник Института биоорганической химии им. М. М. Шемякина АН СССР.
- 1982—2005 во ВНИИ сельскохозяйственной биотехнологии: старший научный сотрудник (1982—1986), заведующий лабораторией молекулярной вирусологии (1986—2005), заместитель директора по научной работе (1987—1992, 2000—2005).
- с 2005 г. — заведующий лабораторией молекулярной диагностики и заведующий отделом международных научных связей Института биоорганической химии им. М. М. Шемякина и Ю. А. Овчинникова РАН.
- с 2017 г — заведующий отелом молекулярной биологии и биотехнологии растений Института биоорганической химии им. М. М. Шемякина и Ю. А. Овчинникова РАН.

Доктор биологических наук (1985), профессор (1996), член-корреспондент РАСХН (2005), член-корреспондент РАН (2014).
Научные исследования посвящены изучению структуры геномов вирусов растений и разработке новых методов диагностики фитопатогенов.
Награждён медалью «В память 850-летия Москвы» (1997).
Публикации:
- Полная нуклеотидная последовательность геномной РНК М вируса картофеля / соавт.: К. В. Канюка, К. Э. Левай // Молекуляр. биология. 1991. Т. 25. С. 761—769.
- Получение рекомбинантных белков оболочек сферических фитовирусов и исследование возможности их использования для иммуноферментной диагностики / соавт.: Э. В. Генерозов и др. // Там же. 1996. Т. 30. С. 461—469.
- Применение рекомбинантных антигенов для диагностики фитовирусов / соавт.: Т. В. Конарева и др. // Соврем. методы биотехнологии в растениеводстве, животноводстве и ветеринарии. М., 1998. С. 27-35.
- Обнаружение аллексивирусов в составе вирусных комплексов, поражающих декоративные луковичные культуры / соавт.: О. С. Байкалова и др. // Докл. РАСХН. 2002. № 1. С. 11-13.
- Точечная мутация в гене белка оболочки влияет на дальний транспорт вируса табачной мозаики / соавт.: Т. Е. Кошкина, Е. Н. Баранова // Молекуляр. биология. 2003. Т. 37. С. 742—748.
- Диагностика фитопатогенных вирусов методом полимеразной цепной реакции : метод. рекомендации / Всерос. НИИ с.-х. биотехнологии. — М., 2005.- 21 с.
- Biosecurity in the modern world. Russia: Arms Control, Disarmament and International Security. IMEMO supplement to the Russian Edition of the SIPRI Yearbook 2016. DOI 10. 20542/978-5-9535-0509-2, p.161-166.

- Primary Structure Analysis of Antifungal Peptides from Cultivated and Wild Cereals /СОАВТ.: Rogozhin E., Ryazantsev D., Smirnov A.// Plants,2018 v. 7, Number 74. http://www.mdpi.com/2223-7747/7/3/74
- .Development of the covalent antibody-DNA conjugates technology for detection of IgE and IgM antibodies by immuno-PCR. / / соавт.: Maerle A.V., Simonova M.A., Pivovarov V.D., Voronina D.V., Drobyazina P.E., Trofimov D.Yu., Alekseev L.P., Ryazantsev D.Yu. Plos One, 2019. p. 1-19, doi: 10.1371/journal.pone.0209860